# Розплата (фільм, 1999)
«Розпла́та» (англ. Payback) — американський кримінальний фільм 1999 року режисера та автора сценарію Браяна Гельгеланда. Кінострічка, заснована на романі Дональда Вестлейка «Мисливець» (англ. The Hunter).

## Сюжет
Фільм починається з того, що головний герой, Портер, приходить до тями після важкого вогнепального поранення та операції. Ледь оклигавши, Портер розпочинає пошуки свого колишнього співучасника із часів злочинного минулого, Вела Резника, і колишньої дружини Лін, які заборгували йому гроші після пограбування. Кілька місяців тому, трійці вдалося пограбувати китайських торговців наркотиками на суму 140 тис. доларів, однак Портер не отримав своєї частки. Замість 70 тис. доларів, він отримав від дружини, яку підбурював Вел, дві кулі в спину.
Пошуки виводять Портера на могутній злочинний клан, до якого тепер входить Резник. Портер знаходить дівчину за викликом, Розі, охоронцем якої він підробляв свого часу. Позаяк вона теж працює на «Синдикат», то він через неї виходить на Вела. Однак колишній партнер не здатний віддати ні 140, ні навіть 70 тис. доларів. Убивство Вела приносить Портеру слабке задоволення.
Наполегливий Портер розуміє, що єдиний шанс отримати назад свої гроші — це зв'язатися з верхівкою «Синдикату». Боси злочинного клану ніяк не можуть второпати — чого від них хоче маніяк-одинак, невже їхня дорогоцінна увага коштує 70 тис. доларів? Портер убиває високопоставленого представника «Синдикату», але не привертає уваги до своєї проблеми. Тоді Портер змушений викрасти сина глави «Синдикату» Бронсона, аби його помітили. Нарешті у нього з'являється шанс повернути свої гроші. Однак Портера викрадають і привозять до Бронсона.
Бронсон починає катувати Портера, і той зізнається, де заховав його сина. Насправді він наводить Бронсона і його поплічників на підставну квартиру. У ній встановлена бомба, яка спрацює від телефонного дзвінка. З останніх сил поранений після тортур Портер встигає зателефонувати на цей телефон і вся банда Бронсона гине. Портер ж, залишається із грошима і коханою жінкою.

## У ролях
| Актор              | Роль            |
| ------------------ | --------------- |
| Мел Гібсон         | Портер          |
| Грег Генрі         | Вел Резник      |
| Марія Белло        | Розі            |
| Люсі Лью           | Перл            |
| Дебора Кара Ангер  | Лін Портер      |
| Дейвид Пеймер      | Артур Стеґмен   |
| Білл Дюк           | детектив Гікс   |
| Джек Конлі         | детектив Лірі   |
| Джон Гловер        | Філ             |
| Джеймс Коберн      | Джастін Ферфакс |
| Кріс Крістофферсон | Бронсон         |

## Режисерська версія
У 2006 році Paramount Pictures випустила режисерську версію фільму Браяна Гельгеланда. Вона кардинально відрізняється від театральної: докорінно змінився сюжет (багато звичних сцен вирізали, натомість з'явилися нові, деякі герої зникли, або ж їх появу скоротили до мінімуму, зник закадровий голос головного героя), виправлена корекція (прибрано синій фільтр), повністю переписана музика тощо.
Зокрема, у фіналі фільму немає сюжетної лінії викрадення Джонні, сина очільника синдикату (Бронсона). Кінцівка сильно різниться — Портер, «навідавши» високопоставленого представника мафії (Ферфакса), домовився з керівником «Синдикату» про передачу грошей у метро — на кінцевій станції. Вона (Бронсон) пообіцяла йому, що для нього ця станція буде кінцевою.

## Касові збори
Загалом, фільм Розплата мав непоганий відгук у людей, заробивши $21,221,526 на дебютних вихідних у Північній Америці й у підсумку зібравши в цьому регіоні $81,526,121. Що ж до решти світу, то він заробив $80,100,000, себто сумарно — $161,626,121.

## Нагороди
- 1999 Коньякський фестиваль поліцейських фільмів[fr], (Франція):
  - переможець Призу глядацьких симпатій — Браян Гельгеланд[en].